# Phacussa hypopolia
Phacussa hypopolia är en snäckart som först beskrevs av Ludwig Pfeiffer 1853.  Phacussa hypopolia ingår i släktet Phacussa och familjen Charopidae. Inga underarter finns listade i Catalogue of Life.